# Sikyong

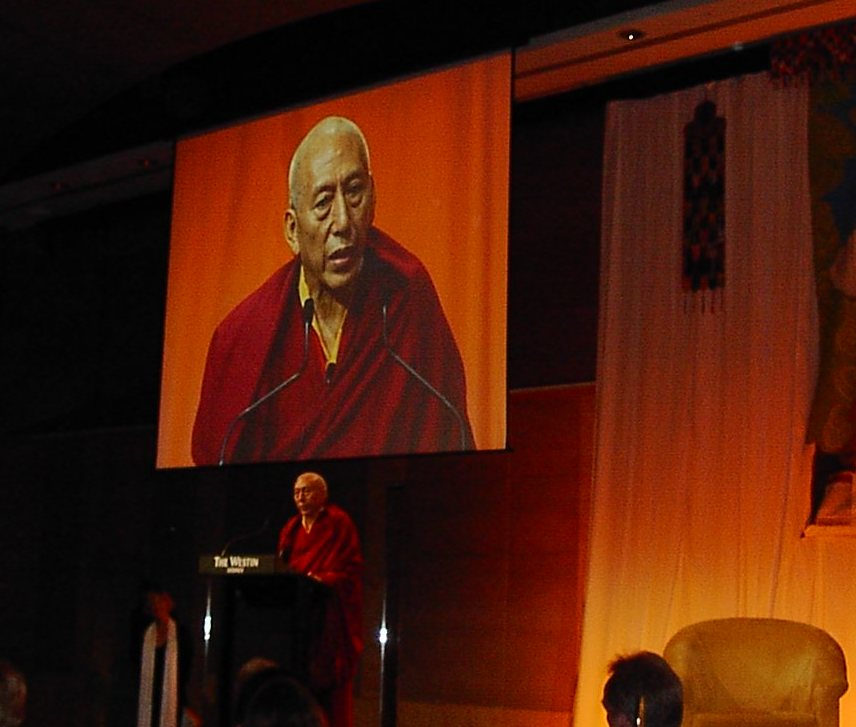
El Venerable Samdhong Rinpoche, Sikyong, en 2006.

El Sikyong (antes «Kalon Tripa») es el líder del Kashag, el consejo de ministros de la Administración Central Tibetana, es decir, el gobierno del Tíbet en el exilio durante la ocupación de China sobre su territorio, pero no administra ningún territorio al tratarse de una organización refugiada acogida por la India. Es, de facto el jefe del gobierno tibetano en el exilio, situado en Dharamsala, India. No debe ser confundido con el gobernador de la región autónoma del Tíbet, cargo oficial chino ocupado en la actualidad por Losang Jamcan.
El primer Kalon Tripa en el exilio fue Lobsang Tenzin, elegido en 2001. Antes de esta elección democrática, el cargo estaba subordinado al dalái lama que era el jefe de Estado del gobierno tibetano en el exilio.
En verano de 2012, el Kashag votó de forma unánime modificar el título de "Kalon Tripa" (que tiene connotaciones religiosas) para pasar a denominarse "Sikyong" que significa líder secular.

## Lista de Primeros Ministros del gobierno tibetano
| Reino del Tíbet                 | Reino del Tíbet                  | Reino del Tíbet | Reino del Tíbet | Reino del Tíbet | Reino del Tíbet                                |
| #                               | Primer ministro                  | Primer ministro | Inicio          | Término         | Dalái lama                                     |
| ------------------------------- | -------------------------------- | --------------- | --------------- | --------------- | ---------------------------------------------- |
| 1                               | Chankyim Trekhang Thupten Shakya |                 | 1907            | 1920            | Thubten Gyatso (Reinante)                      |
| 2                               | Paljor Dorje Shatra              |                 | 1907            | 1923            | Thubten Gyatso (Reinante)                      |
| 3                               | Sholkhang                        |                 | 1907            | 1926            | Thubten Gyatso (Reinante)                      |
| 4                               | Langdün Künga Wangchuk           |                 | 1926            | 1940            | Tenzin Gyatso (Reinante)                       |
| 5                               | Lobsang Tashi                    |                 | 1950            | 1952            | Tenzin Gyatso (Reinante)                       |
| 5                               | Lukhangwa                        |                 | 1950            | 1952            | Tenzin Gyatso (Reinante)                       |
| Administración Central Tibetana |                                  |                 |                 |                 |                                                |
| 1                               | Jangsa Tsangy                    |                 | 1959            | 1960            | Tenzin Gyatso (Exilio)                         |
| 2                               | Surkhang Wangchen Gelek          |                 | 1960            | 1964            | Tenzin Gyatso (Exilio)                         |
| 3                               | Shenkha Gurmey Topgyal           |                 | 1965            | 1970            | Tenzin Gyatso (Exilio)                         |
| 4                               | Garang Lobsang Rigzin            |                 | 1970            | 1975            | Tenzin Gyatso (Exilio)                         |
| 5                               | Kunling Woeser Gyaltsen          |                 | 1975            | 1980            | Tenzin Gyatso (Exilio)                         |
| 6                               | Wangdue Dorjee                   |                 | 1980            | 1985            | Tenzin Gyatso (Exilio)                         |
| 7                               | Juchen Thupten Namgyal           |                 | 1985            | 1990            | Tenzin Gyatso (Exilio)                         |
| 8                               | Kalsang Yeshi]                   |                 | 1990            | 1991            | Tenzin Gyatso (Exilio)                         |
| 9                               | Gyalo Dhondup                    |                 | 1991            | 1993            | Tenzin Gyatso (Exilio)                         |
| 10                              | Tenzin Tethong                   |                 | 1993            | 1996            | Tenzin Gyatso (Exilio)                         |
| 11                              | Sonam Topgyal                    |                 | 1996            | 2001            | Tenzin Gyatso (Exilio)                         |
| 12                              | Lobsang Tenzin                   |                 | 2001            | 2011            | Tenzin Gyatso (Exilio)                         |
| 13                              | Lobsang Sangay                   |                 | 2011            | 2021            | Ninguno (dalái lama renuncia a poder político) |
| 14                              | Penpa Tsering                    |                 | 2021            | Presente        | Ninguno (dalái lama renuncia a poder político) |